# Charles Malapert

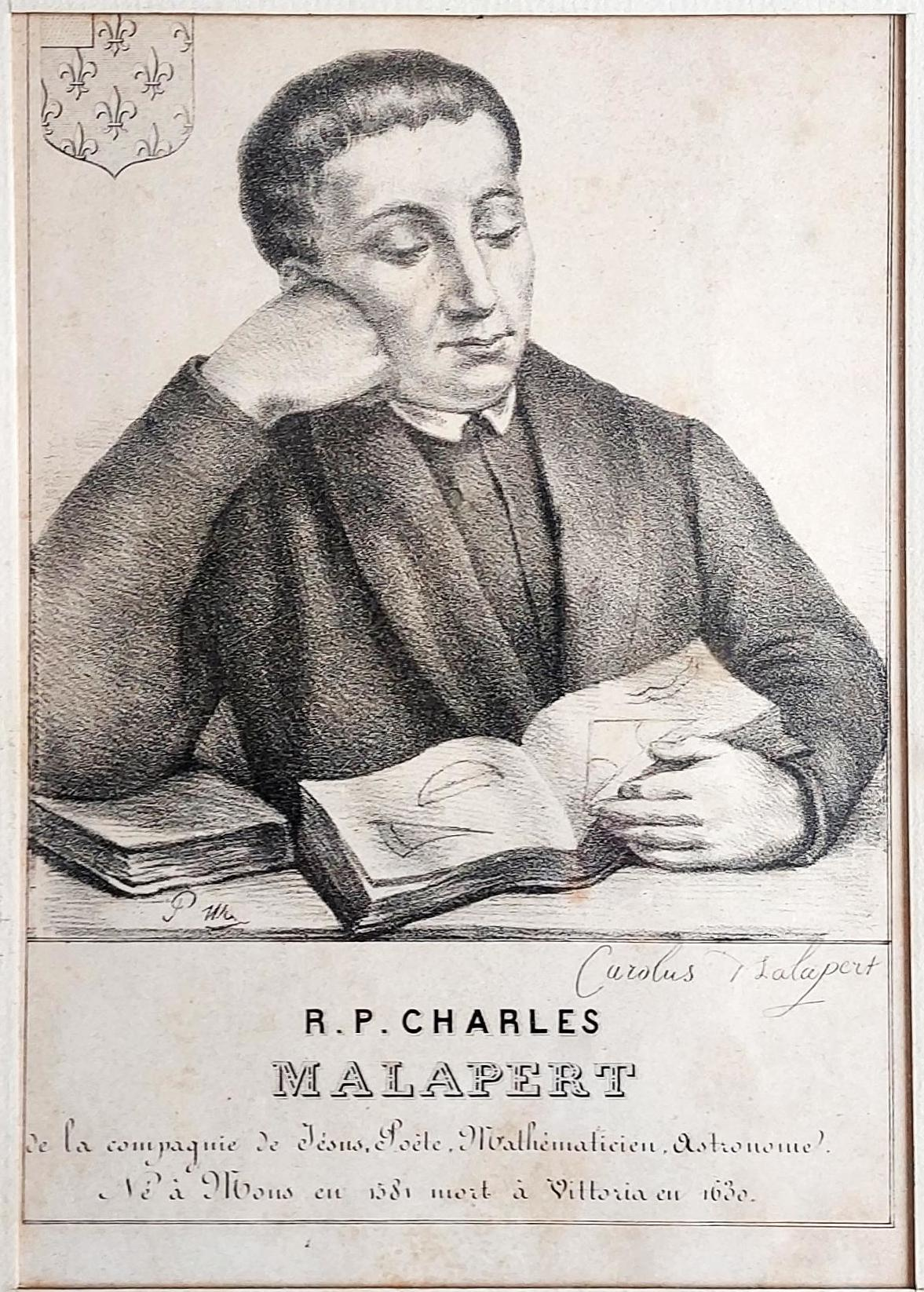
Charles Malapert

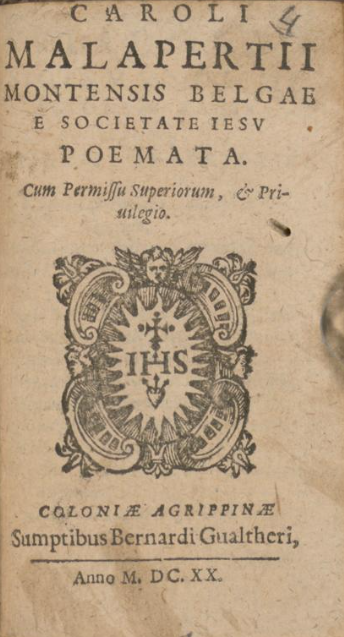
Titelseite der Poemata

Charles Malapert (latinisiert Carolus Malapertius, deutsch auch Karl Malapert, * 12. Juli 1581 in Mons; † 5. November 1630 in Vitoria-Gasteiz) war ein Jesuit, Mathematiker und Astronom der Spanischen Niederlande.

## Leben
Charles Malapert wurde am 12. Juli 1581 als Sohn von Michel Malapert und seiner Frau Yolande de la Haye, einer adligen Familie, in Mons, einer Stadt der Spanischen Niederlande, die im heutigen Belgien liegt, geboren. Am 17. November 1600 trat er in den Jesuitenorden ein, studierte vier Jahre lang Geisteswissenschaften in Mons, anschließend Philosophie in Valenciennes und Douai und erhielt den Abschluss eines Lizenziaten der freien Künste.
Malapert war schon früh als Lehrer tätig, 1603–1604 unterrichtete er Grammatik, 1604–1605 Syntax und 1605–1606 Poesie, widmete sich dann aber wieder den eigenen Studien, Metaphysik 1606–1607 und Theologie 1607–1609. Am 15. November 1609 wurde er schließlich zum Priester geweiht. Nun folgten drei Dozentenjahre 1609–1612 in Pont-à-Mousson, in denen er nacheinander Logik, Physik und schließlich Metaphysik lehrte. In dieser Zeit traten erste gesundheitliche Probleme auf, die ihn nicht mehr loslassen sollten. Vielleicht aus diesem Grund wurde ihm für das Studienjahr 1612–1613 die Studienpräfektur in Verdun übertragen, das heißt die Aufrechterhaltung von Disziplin und Verwaltung ohne Lehraufgabe.
In diese Zeit fällt auch die Verfassung seiner Schrift „De Ventis“ (Über Winde), in der er den verheerenden Wirbelsturm vom Ostermontag 27. April 1606 in der Provinz Hennegau beschrieb und trotz einiger wissenschaftlicher Beobachtungen auf das lasterhafte Leben und die Gleichgültigkeit der Bevölkerung in Bezug auf die Osterfeierlichkeiten zurückführte.
Ende 1613 wurde Malapert ins polnische Posen geschickt. Seine krankheitsbedingte Zwangspause brachte ihn zum Schreiben und er vollendete die Sammlung „Poemata“, die neben dem erwähnten „De Ventis“ auch sein literarisches Hauptwerk „Sedecias Tragoedia“ (Die  Tragödie Zedekias) enthält. In diesem Jesuitendrama verarbeitet er das biblische Thema des letzten Königs von Juda zu einem erbaulichen Fünfakter, der zur Aufführung durch Studenten gedacht war. Sein literarisches Werk gilt als mittelmäßig, nicht frei von Fehlern.
Abgesehen von zwei Oden über die Heiligen Ignatius von Antiochien und Franz Xaver 1622 befasste sich Malapert fortan hauptsächlich mit Mathematik, was damals auch die Mechanik, Optik und Astronomie umfasste. Bis 1617 unterrichtete er Mathematik am Kolleg in Kalisz und kehrte dann in seine Heimat zurück.

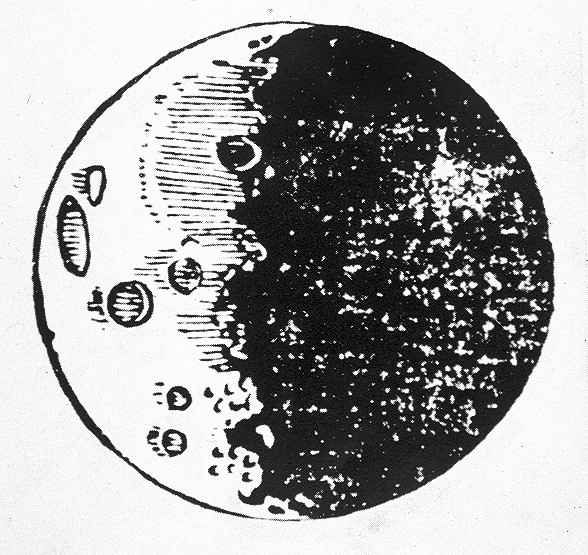
Malaperts Mondskizze

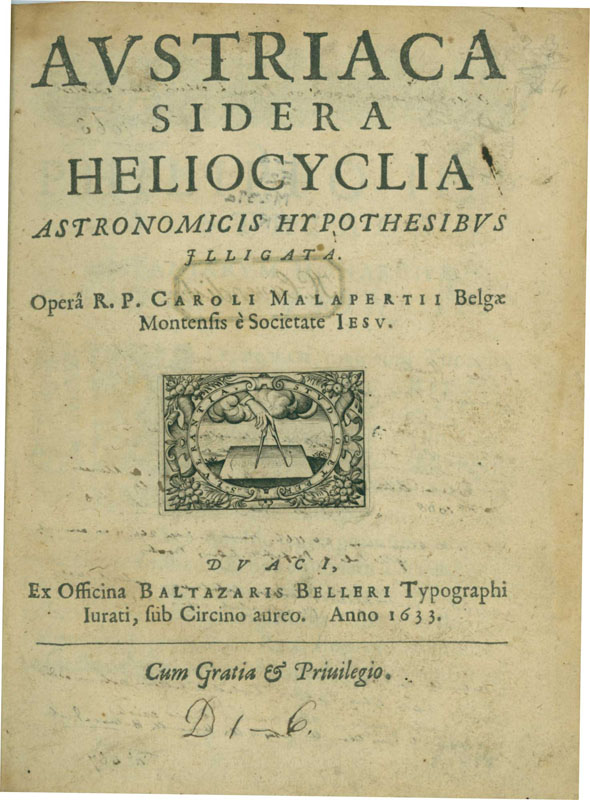
Titelseite von Austriaca Sidera Heliocycla

Hier legte er das sogenannte vierte Gelübde ab und wurde im Oktober 1618 auf den neugeschaffenen Lehrstuhl für Mathematik in Douai berufen. Diese Position hatte er bis 1627 inne, allerdings mit Unterbrechungen, so war er 1623 Oberer des schottischen Priesterseminars in Douai. Anschließend wurde er für drei Jahre zum Direktor des Kollegs von Arras ernannt.
In seinem Werk „Oratio habita Duaci dum lectionem mathematicam auspicaretur“ lobte er die Erfindung des Teleskops und erkannte, dass der Mond nicht die aristotelische perfekte Kugelform hat, sondern rau und uneben ist. Er fertigte auch eine Mondskizze an, eine der ersten auf Basis von Teleskopbeobachtungen. Anhand des großen Kometen 1618 erklärte er, dass der Schweif immer auf der der Sonne gegenüberliegenden Seite steht, schloss aber göttliche Zeichen nicht gänzlich aus. Er schrieb mathematische Lehrbücher, etwa zur Geometrie. Zur Arithmetik beschrieb er neue Methoden zur effizienten Multiplikation und Division, die allerdings heutzutage John Napier, der sie eher veröffentlichte, zugeschrieben werden. Malaperts Schrift ist erst posthum 1633 erschienen.
Malaperts Hauptinteresse galt einem neu entdeckten astronomischen Phänomen. Bereits 1614, auf seinem Weg nach Polen, machte er in Ingolstadt bei Christoph Scheiner halt, der ihm von seiner Entdeckung der Sonnenflecken berichtete. Während Scheiner diese für kleinere Himmelskörper hielt, die die Sonne umrunden, vertrat Malapert die Ansicht, dass sie zur Sonne selbst gehörten und diese aus Schichten bestehe und die Flecken undurchsichtige Körper zwischen diesen Schichten seien, die das Licht des zentralen Feuers abschirmten.  In seinem Werk über Sonnenflecken „Austriaca sidera heliocyclia, astronomicis hypothesibus illigata“, das ebenfalls erst posthum 1633 erschienen ist, machte Malapert auch Positionsangaben zu den Sonnenflecken, allerdings sind die Skizzen etwas vereinfacht, um die Rotation der Sonne zu demonstrieren.
Schließlich wurde Malapert auf einen Lehrstuhl nach Madrid berufen, doch diesem Ruf konnte er nicht mehr Folge leisten. Malapert begab sich nach Spanien und starb am 5. November 1630 im baskischen Vitoria-Gasteiz im Alter von 49 Jahren.
Die Internationale Astronomische Union hat 1935 den Mondkrater Malapert offiziell nach Charles Malapert benannt.